# Ti ucciderò
Ti ucciderò (I, the Jury) è il primo romanzo scritto da Mickey Spillane: venne pubblicato nel 1947.
Eccessivo in ogni suo aspetto, Ti ucciderò è stato un enorme successo, ispirando una serie di personaggi letterari e cinematografici simili al protagonista del romanzo, l'investigatore privato Mike Hammer.

## Trama
(Mickey Spillane, Ti ucciderò)
Il detective privato Mike Hammer viene chiamato dal capitano della polizia di New York, l'amico Pat Chambers, nell'appartamento dell'investigatore assicurativo Jack Williams, brutalmente ucciso con un colpo di pistola. Jack era stato un fraterno amico di Mike e gli aveva salvato la vita durante il conflitto del Pacifico, nella seconda guerra mondiale, perdendo il braccio a causa di ciò. Congedato dalla polizia a causa della mutilazione, Jack aveva messo a frutto la sua esperienza indagando su frodi assicurative. Jack è stato assassinato in modo particolarmente crudele, volutamente colpito da un proiettile .45 allo stomaco per rendere la morte lenta e dolorosa. Mike giura vendetta, promettendo pubblicamente di scovare l'assassino per ucciderlo allo stesso modo di Jack, "risparmiandogli" così la lunga ed incerta trafila della giustizia. Hammer intraprende così una vera e propria gara contro la giustizia, intenzionato a uccidere il colpevole prima che la polizia riesca ad arrestarlo.
Prima della sua morte, Jack si era innamorato di Myrna Devlin conosciuta quando le aveva impedito di suicidarsi lanciandosi da un ponte. Jack aveva chiesto alla dottoressa Charlotte Manning, una giovane, bella, bionda e benestante psichiatra, di ricoverare Myrna nella sua clinica per curarla. Dopo che Myrna si era disintossicata, lei e Jack si erano fidanzati, mantenendo contatti di amicizia con Manning. Nel corso del tempo, Jack arriva a sospettare che Hal Kines, uno degli studenti universitari di Manning e che ha frequentato la sua clinica per gli studi, sia in realtà un criminale.
Il sentiero percorso dall'investigatore si affolla di cadaveri: le persone legate in qualche modo a Jack vengono sistematicamente uccise, sempre dalla stessa pistola, un'automatica calibro .45 munita di silenziatore. Mike scopre che Hal Kines era implicato nel racket della prostituzione ma, mentre lo sta per arrestare, il misterioso assassino lo precede, uccidendo lui e una giovane donna, avviata alla prostituzione da Hal. Nel corso della sua indagine, Mike interroga più volte Charlotte Manning, innamorandosi di lei e promettendole di sposarla.
Durante una festa a casa di amiche di Charlotte, l'assassino uccide Myrna Devlin. Anche il complice di Hal Kines viene ucciso. Mike, frustrato, teme di non riuscire a trovare l'assassino ma, grazie a un'intuizione, realizza che il colpevole è Charlotte Manning, che copriva dietro alla sua professione di psichiatra un traffico di droga. Scoperta da Jack lo aveva brutalmente ucciso, eliminando successivamente tutti i testimoni della sua attività criminosa.
Nonostante fosse innamorato di Charlotte, Mike Hammer mantiene la sua promessa, sparando alla donna nel ventre nello stesso atroce modo con quale ella aveva ucciso l'amico Jack, guardandola morire dolorosamente.

## Opere derivate
Dal romanzo sono stati tratti due film:
- La mia legge (I, the Jury) del 1953, per la regia di Harry Essex;
- Ti ucciderò del 1961 per la regia di Corrado Farina
- Io, la giuria (I, the Jury) del 1982, per la regia di Richard T. Heffron.

## Influenza culturale
- Il romanzo è usato da Richie, per conquistare Mary-Lou Milligan nel primissimo episodio di Happy Days, e Potsie lo indica come appena pubblicato (espediente usato per datare la serie).
- In una ironica scena del film Marty, vita di un timido, un amico del protagonista loda le doti di Spillane come scrittore per come presenta il comportamento di Hammer con le donne, citando episodi da questo romanzo (senza menzionarne il titolo) e in particolare lo spietato dialogo finale.

## Edizioni
- (EN) Mickey Spillane, I, the Jury, 1ª ed., Signet Books, 1947.
- Mickey Spillane, Ti ucciderò, traduzione di Bruno Tasso, Collana Serie giallo, n. 2, Milano, Garzanti, 1953,  p. 188.
- Mickey Spillane, Ti ucciderò, traduzione di Bruno Tasso, La biblioteca di Repubblica - Le strade del giallo, n. 14, Milano, Mondadori, 2004,  p. 188, ISBN 9770390107900.
- Mickey Spillane, Ti ucciderò, in Tre romanzi di Mike Hammer - Ti ucciderò, Una ragazza e una pistola, La vendetta è mia, traduzione di M. Curtoni e M. Parolini, Roma, LIT, 2008.